# Leoš Šimánek
Leoš Šimánek (* 19. dubna 1946 Choceň) je český cestovatel a spisovatel.

## Život
Narodil se v Chocni a po dokončení studia stavebního inženýrství krátce pracoval v oboru, ale brzy odešel do Německa. Přes hranice se dostal díky okopírovanému razítku. Zde získal státní občanství, stejně jako v Kanadě, kde později také žil. Zpět do Československa se vrátil až v roce 1990. Zpočátku své expedice podnikal sám, později se svou manželkou a dětmi. O svých cestách napsal řadu knih, například o cestování v Austrálii, Rusku, Aljašce, Novém Zélandu a nejčastěji Kanadě. Rovněž je autorem dobrodružného románu V zajetí polární zimy. Dále také dělal turné po Česku se svými diashow. Rovněž se věnoval horolezectví, provedl například prvovýstup na třítisícovku Mount Queen Bess. Se svými dvěma přáteli rovněž provedl prvovýstup na tehdy bezejmennou dvoutisícovku, kterou pojmenovali jako Friendship Mountain.

## Dílo
- ŠIMÁNEK, Leoš. Kanada - život v divočině. Nové Město nad Metují: Agentura FOX, 1998. 134 s. ISBN 80-901929-9-8.
- ŠIMÁNEK, Leoš. Kolem světa: Amerikou, Tichomořím do Asie. Rtyně v Podkrkonoší: Agentura FOX, 1999. 142 s. ISBN 80-86248-07-0.
- ŠIMÁNEK, Leoš. Jižní Pacifik: Ostrovy na konci světa. Rtyně v Podkrkonoší: Action Press, 2003. 266 s. ISBN 80-239-1358-1.
- ŠIMÁNEK, Leoš. V zajetí polární zimy. Rtyně v Podkrkonoší: Action Press, 2003. 200 s. ISBN 80-239-1357-3.
- ŠIMÁNEK, Leoš; ŠEBESTA, Čestmír. Aljaška: Dobrodružství do extrému. Rtyně v Podkrkonoší: Action Press, 2003. 196 s. ISBN 80-239-0842-1.
- ŠIMÁNEK, Leoš; ŠEBESTA, Čestmír. Kanada: Divočinou Severu. Rtyně v Podkrkonoší: Action Press, 2004. 210 s. ISBN 80-239-2222-X.
- ŠIMÁNEK, Leoš. Amerikou od severu k jihu: Na dobrodružné cestě od Severního ledového oceánu do Ohňové země. Rtyně v Podkrkonoší: Action Press, 2004. 216 s. ISBN 80-239-2223-8.
- ŠIMÁNEK, Leoš. Nový Zéland: Zimní putování po ostrovech přírodních superlativů. Rtyně v Podkrkonoší: Action Press, 2005. 118 s. ISBN 80-239-5082-7.
- ŠIMÁNEK, Leoš. Tichomoří: Barevný svět tropů. Rtyně v Podkrkonoší: Action Press, 2002. 114 s. ISBN 80-238-8805-6.
- ŠIMÁNEK, Leoš. Rusko: Země plná překvapení. Rtyně v Podkrkonoší: Action Press, 2009. 118 s. ISBN 80-239-2221-1.
- ŠIMÁNEK, Leoš. Kanada-Aljaška: Dobrodružství v divočině. Rtyně v Podkrkonoší: Action Press 120 s. ISBN 80-86021-74-2.
- ŠIMÁNEK, Leoš. Americkým západem: Pěšky a na koních od Mexika do Kanady. Rtyně v Podkrkonoší: Action Press, 2003. 121 s. ISBN 80-239-1649-1.
- ŠIMÁNEK, Leoš. Pobřeží Pacifiku: Na nafukovacích člunech z Kanady na Aljašku. Rtyně v Podkrkonoší: Action Press, 2006. 118 s. ISBN 80-239-7229-4.
- ŠIMÁNEK, Leoš. Na Kanadském severu: Zpátky do divočiny. Rtyně v Podkrkonoší: Action Press 120 s. ISBN 978-80-239-8384-5.
- ŠIMÁNEK, Leoš. Havajské ostrovy: Letní a zimní putování za přírodními divy Tichomoří. Rtyně v Podkrkonoší: Action Press, 2008. 120 s. ISBN 978-80-254-1965-6.
- ŠIMÁNEK, Leoš. Austrálie: Křížem krážem. Rtyně v Podkrkonoší: Action Press, 2010. 121 s. ISBN 978-80-254-7600-0.
- ŠIMÁNEK, Leoš. V Kanadské divočině: O životě ve srubu u jezera Clark. Rtyně v Podkrkonoší: Action Press, 2011. 160 s. ISBN 978-80-904191-0-0.
- ŠIMÁNEK, Leoš. Z Nového Zélandu přes Havaj do Austrálie: Za přírodními krásami Oceánie. Rtyně v Podkrkonoší: Action Press, 2012. 160 s. ISBN 978-80-904191-1-7.
- ŠIMÁNEK, Leoš. Cestování je můj život: Na plachetnicích Tichomořím a na člunech divočinou severní Kanady. Rtyně v Podkrkonoší: Action Press, 2013. 162 s. ISBN 978-80-904191-2-4.
- ŠIMÁNEK, Leoš. Severskou divočinou: Stavba srubu u jezera Clark a plavba po řekách na Aljašku. Rtyně v Podkrkonoší: Action Press, 2014. 160 s. ISBN 978-80-904191-3-1.
- ŠIMÁNEK, Leoš. Cesty za dobrodružstvím: Putování Severní a Jižní Amerikou a napříč Tichým oceánem. Rtyně v Podkrkonoší: Action Press, 2015. 160 s. ISBN 978-80-904191-4-8.
- ŠIMÁNEK, Leoš. Amerikou po hřebenech hor: Na koňské stezce z Mexika do Kanady. Rtyně v Podkrkonoší: Action Press, 2016. ISBN 978-80-904191-5-5.
- ŠIMÁNEK, Leoš. Z Kanady na Aljašku: Na člunech panenskou přírodou podél pobřeží Severního Pacifiku. Rtyně v Podkrkonoší: Action Press, 2017. ISBN 978-80-904191-6-2.
- ŠIMÁNEK, Leoš. Austrálie – Země plná kontrastů: Za přírodními krásami rudého kontinentu. Rtyně v Podkrkonoší: Action Press, 2018. ISBN 978-80-904191-7-9.
- ŠIMÁNEK, Leoš. Novým Zélandem od severu k jihu: Za přírodními divy na druhé straně světa. Rtyně v Podkrkonoší: Action Press, 2019. ISBN 978-80-904191-8-6.
- ŠIMÁNEK, Leoš. Život plný dobrodružství: Světem křížem krážem. Rtyně v Podkrkonoší: Action Press, 2020. 160 s. ISBN 978-80-904191-9-3.